# América Futebol Clube (Amazonas)
O América Futebol Clube, conhecido apenas como América ou popularmente Mequinha, é um esportivo brasileiro com sede na cidade de Manaus, capital do estado do Amazonas. Utiliza as cores vermelho e branco em seus uniformes.

## História
Foi fundado no dia 2 de agosto de 1939, dentro da família Teixeira, em Manaus, na Rua da Instalação, no porão da casa dos pais de Arthur e Amadeu Teixeira (este, então, com 13 anos de idade). Depois a sede foi levada à Rua Saldanha Marinho, Nº 255. Anos depois, na rua Lobo D'Almada, Nº 190. Na década de 1960, o clube rubro obteve uma bela sede social situada no antigo bairro Alto de Nazaré, na Rua Silva Ramos, Nº 972. Nesta sede houve vários bailes carnavalescos, inclusive com diversas rainhas americanas participando do concurso de Rainha do Carnaval de Manaus, com os desfiles ocorrendo na Avenida Eduardo Ribeiro. Finalmente, em 1978, a Sede foi fincada no Bairro do Parque 10 de Novembro, no Conjunto Castelo Branco, na derradeira residência de Amadeu Teixeira. O Futebol americano teve seus primórdios no Colégio Dom Bosco, no Centro Antigo de Manaus, na década de 1930. No início, com garotos humildes, internos da referida instituição, demonstrando muita disposição em sempre jogar bem. Era a chance que teriam jogando o futebol com classe e dedicação. O clube participou da Liga Auxilium, disputado no campo do colégio, e ao decorrer do tempo obteve boa fama no futebol suburbano. Com o passar dos anos, os irmãos Teixeira, souberam continuar o trabalho e levaram o América a ser um clube federado, ingressando na  2ª divisão estadual, em 1945, quando foi vice-campeão, fazendo sua estreia na elite em 1946.

### Estreia na 1ª Divisão
O América foi vice-campeão da Segunda Divisão de 1945. Com a debandada que houve na 1ª divisão no passar de 1945 para 1946 (Independência, União e Rio Negro se retiraram, o América foi convidado a ingressar na elite estadual, ao lado do Comercial.
Apesar do Campeonato ser do ano de 1946, só foi iniciado em 1947, no dia 4 de Janeiro, quando o América enfrentou o Fast Clube no Parque Amazonense mas acabou derrotado por 2 a 1. Num campeonato curto de apenas um turno, o clube fez mais 4 jogos, sendo derrotado em todos eles: 1x4 Olímpico, 3x8 Comercial, 1x2 Nacional e 3x4 Tijuca, no jogo que encerrou o campeonato. O América foi o último colocado entre 6 clubes. 
A primeira boa campanha da equipe rubra foi o 3º lugar, do campeonato de 1948, onde obteve sua primeira vitória sobre o Nacional, por 2x0, em 19 de Março de 1949. No campeonato de 49, novamente um 3º lugar, num torneio onde voltou a vencer o Nacional, e obteve valorosa vitória de 4x1 sobre o Fast Clube (que viria a ser bicampeão do campeonato, naquele ano), em 7 de Agosto de 1949. Em 1950 fez um campeonato fraco, perdendo a maioria de seus jogos.

### Tetracampeão de 1951-54
Em 1951 chegou no clube a figura de Cláudio Coelho para ser o técnico de futebol. Coelho, bem articulado no meio futebolístico baré, montou praticamente uma seleção. O primeiro título foi conquistado em 29 de Junho de 1952, em jogo contra o Fast Clube válido ainda pelo campeonato de 51. Os rubros venceram por 2x1 e se sagraram campeões de 1951. O Fast Clube se tornou o principal adversário nesses anos de domínio americano. No campeonato de 1954, sem o tricolor que decidiu não participar, o tetra veio numa final contra o Nacional, disputada em três jogos já em Maio de 1955. Os resultados foram 3x3, 4x0 e 1x1. 
Em 1955 o Fast Clube voltou e acabou com a sequência rubra, deixando o time americano com o vice-campeonato. Em 1956, Cláudio Coelho saiu para ingressar no Auto Esporte, pondo fim a uma era de domínio americano. Sem seu "super time" o América se viu nas últimas posições naquela temporada, situação que se repetiu de 1957 a 1959. Em 1959, num campeonato com 15 participantes, a federação resolveu reduzir a Primeira Divisão para 8 equipes, e lá se foi o América, rebaixado para a "Chave B" como um dos 7 piores do Campeonato de 1959. Depois da "era Cláudio Coelho" o América nunca mais gozou da mesma grandeza, passando a ser, na maioria das temporadas apenas um mero figurante com raros lapsos da grandeza de outrora. 
Em 1960 foi campeão da "Chave B", a 2ª divisão "de luxo" que chegou a ser considerada como parte da 1ª. Em 1961 novo rebaixamento, para em 1962 conquistar o bicampeonato da 2ª divisão. Retornando à elite, em 63, o melhor ano desde a saida de Coelho, sendo vice-campeão. Em 1964 o futebol amazonense se profissionalizou, e como o América era um clube de origem modesta, enfrentou grande dificuldade para caminhar entre os profissionais, ainda assim, manteve-se fiel por décadas ao seu compromisso de fazer futebol. Ainda foi vice-campeão amazonense em 1988 e conquistou mais dois títulos, em 1994 e 2009.

### De desacreditado a campeão em 2009
Em 2009, o América parecia caminhar para mais uma temporada comum, obtendo um modesto 5º lugar no 1º turno do Estadual. No 2º turno, uma campanha surpreendente, onde em 4 jogos, venceu 3 e empatou 1, sendo 1x1 com o Penarol em Itacoatiara, 3x0 no Sul América, 2x0 do Nacional (em 31 de Maio, dia de escolha das Sub-sedes da Copa do Mundo FIFA de 2014) e 1x0 no Holanda. Na Semifinal do returno passou pelo Princesa ao vencer por 3x1; Na final enfrentou o Fast Clube, encontrando neste o favoritismo. Após um empate em 1x1, foi campeão do returno por ter a melhor campanha.
Em pleno crescimento, o América foi para a final enfrentar o Nacional, que estava em queda de produção. O primeiro jogo foi de constante equilíbrio entre as equipes e terminou empatado em 1 a 1; já no segundo jogo, o América não hesitou e derrotou o Nacional por 3 a 0, resultado que o levou ao seu 6º título estadual, o último título da Primeira Divisão conquistado o campo do antigo Estádio Vivaldo Lima. O título lhe garantiu na Série D de 2010.

### O memorável ano de 2010, o vice-campeonato da série D e seu triste desfecho

#### A primeira Copa do Brasil
Em 2010, o presidente do clube, Amadeu Teixeira, nomeia sua neta, Bruna Parente para presidir o clube nos anos de 2010 e 2013, encerrando-se assim seu ciclo como presidente. Na sua primeira participação na Copa do Brasil, o América foi eliminado pelo Santa Cruz, após derrotas de 1x0 e 3x0. Pelo Campeonato Amazonense, o time não conseguiu repetir o sucesso da edição anterior, fazendo uma campanha razoável, onde terminou em 6º lugar.
O fracasso do projeto Manaos
No dia 14 de maio de 2010, o América Futebol Clube anunciou a mudança de seu nome para Manáos Futebol Clube  como forma de popularizar o clube entre os amazonenses. O nome adotado foi baseado na primeira grafia do nome da capital amazonense, Manáos. As cores passaram a ser preto e verde. O preto seria em homenagem ao Rio Negro, enquanto o verde faria alusão à Floresta Amazônica. O mascote não seria mais o Diabo. Inicialmente foi feita eleição entre animais da fauna amazônica: onça, macaco, arara e tucano. Através de votação lançada dia 1 de junho de 2010 na internet foi eleita a onça Yawara (55,1% do votos válidos) como novo mascote, anunciado em 9 de Junho de 2010, os outros concorrentes foram o tucano Tuki (31,7%) e o jacaré Bareh (13,2%) .
No dia 21 de junho do mesmo ano, entretanto, a diretoria do América voltou atrás em sua decisão de mudar a identidade do clube, alegando não ter conseguido os investimentos públicos e privados que esperava receber com a mudança, o time cancelou o projeto Manáos.

#### O vice-campeonato da Série D e a perda do acesso à Série C
Após o cancelamento do projeto Manáos, o clube volta suas atenções para a disputa da Série D do Campeonato Brasileiro. Sem grandes patrocinadores e com um time modesto, acreditava-se que o time do América faria o possível dentro de suas limitações.  Mesmo com todas as adversidades, o time demostrava garra e empenho conforme ia se classificando para as fases seguintes, e ao vencer o Joinville em Manaus por 2 a 1 e empatar no jogo de volta em Joinville por 1 a 1 diante de quase 20 mil torcedores do adversário, o time alcançou o que é, desde então, o maior feito de sua história: o acesso à Série C, competição essa que já havia disputado na sua primeira edição, em 1981. Ansiando por mais na competição, o alvirrubro eliminou o Madureira nas semifinais. O América teve que mandar o jogo de ida em Guaratinguetá, já que na época Manaus não possuía estádios que atendessem às exigências da CBF para aquela fase da competição. Após perder o primeiro jogo de virada por 2 a 1, jogando no estádio de seu xará, o America, o América vence o time da casa pelo placar de 2 a 0 e se classifica para a final. Enfrentou na decisão o Guarany de Sobral, entretanto, o time não repetiu as boas atuações das fases anteriores. O América acabou empatando o primeiro jogo em Santarém por 1 a 1; no segundo jogo, a derrota por 4 a 1, em Sobral, acabou deu ao América o vice-campeonato da competição.
Logo após a classificação sobre o Joinville, o time catarinense fez uma denuncia de que o América teria atuado irregular no jogo de ida do confronto válido pelas Quartas de Final, após escalar o jogador Amaral Capixaba, em 10 de Outubro de 2010. Num primeiro julgamento, o clube amazonense foi absolvido; porém os catarinenses recorreram a instância maior do Superior Tribunal de Justiça Desportiva, que julgou o América culpado e o condenou a perder 6 pontos e multa. A punição levou o clube a perder seu acesso à Série C.

### Dificuldades e licenciamento
A perda do acesso à Série C, o acumulo de dividas e também a desmotivação gerada, fizeram a cúpula do clube tomar a drástica medida de se afastar de todas as atividades de futebol profissional. Bruna Parente, última presidente do clube quando estava em atividade no futebol profissional, alegou em 2015 que a volta seria muito difícil, dizendo "um empresário com muito dinheiro e uma paixão pelo América maior ainda investe no clube, ou eu ganho na loteria". Após a morte de Amadeu Teixeira, familiares chegaram a dizer que o América iria junto ao ilustre, que a partir dali não mais existiria. Em 2024 o clube inteirou 13 anos afastado de campeonatos da federação, bem como encontra-se desligado da mesma. Caso queira retornar, terá que passar por todo o processo de filiação novamente.

### Amadeu Teixeira
Amadeu Teixeira é amazonense, nascido em 30 de Junho de 1926. Quando tinha por volta de seus 13 anos, viu sua família ajudar a fundar o América, que mais tarde ficou conhecido como "clube dos irmãos Teixeira". Pelo fato do América ser um clube da família, Amadeu colecionou funções no clube, sendo massagista, fisioterapeuta, presidente, e principalmente técnico. Ele acompanhou futebol até 2010, quando o clube disputou a Série D do Campeonato Brasileiro. Bruna Parente, neta do mesmo, alegou em entrevistas que a perda do acesso à Série C, em 2010, desmotivou Amadeu a continuar acompanhando futebol.
Amadeu foi homenageado e reconhecido várias vezes:
- Ele entrou para o Guinness World Records como o técnico a mais tempo à frente de um clube, dirigindo o América de 1955 a 2008.[19]
- Em 2007, a maior delas, deu seu nome a um moderno ginásio de Manaus, a ser inaugurado naquele ano, que desde então se chama Arena Poliesportiva Amadeu Teixeira. Alguns anos depois, o Ministério Público determinou a retirada do nome por conta de Amadeu ainda estar vivo, e tais homenagens serem póstumas. Um dia após o falecimento de Amadeu, um decreto de lei Nº203 de 2017 determinou que o ginásio voltasse a receber seu nome.[20]
- Em 2014, na primeira decisão disputada na Arena da Amazônia, a final do 1º turno do Campeonato Amazonense de 2014, entre Fast Clube e Princesa, Amadeu Teixeira deu o pontapé inicial da partida, junto a Orleans Nobre.[21]
- Em 2016, Amadeu tirou os moldes de seus pés, para que o mesmo fosse eternizado na "Calçada da fama" da Arena da Amazônia.[22]

Amadeu Teixeira faleceu em 7 de Novembro de 2017, por volta das 21 horas e 40 minutos do horário local, na altura de seus 91 anos de idade.

## Símbolos
Escudo
Na altura de sua fundação, o escudo do América de Manaus era idêntico ao do América do Rio de Janeiro, com o monograma AFC inserido em cor branca dentro de um circulo vermelho. Algum tempo depois o circulo passou a ser branco, com borda e monograma vermelhos, adotando a inscrição "América F.C." na parte superior e "Amazonas" na parte inferior. O clube passou a ser reconhecido como "América/AM". Na altura de sua participação na Série D, o clube passou a adotar uma nova camada circular, maior e vermelha, sobreposta às inscrições que passaram a ser usadas na cor branca. 
Uniforme
Os uniformes do América são um totalmente vermelho (principal) e outro totalmente branco (secundário).
Mascote
O América nunca elegeu um mascote de forma oficial mas popularmente foi adotado o diabo, muito por conta de manter similaridade com o homônimo carioca.

## Jogos Interestaduais Oficiais
Lista de todos os jogos oficiais disputados pelo América contra equipes de outros estados:
Série C 1981
- 8 de Março de 1981 - Izabelense  2x0  América  - Estádio Evandro de Almeida(Belém)
- '15 de Março de 1981 - América  4x2  Izabelense - Estádio Vivaldo Lima
- '17 de Março de 1981 - América  0x0  Izabelense - Estádio Vivaldo Lima (derrota por 2x0 nos pênaltis)

Copa do Brasil 2010
- 24 de Fevereiro de 2010 - América  0x1  Santa Cruz - Estádio Vivaldo Lima
- 10 de Março de 2010 - Santa Cruz  3x0  América - Estádio do Arruda(Recife)

Série D 2010
18 de Julho de 2010 - América  3x1  Cristal - Estádio Francisco Garcia(Rio Preto da Eva/AM)
- 25 de Julho de 2010 - Cametá  3x3  América  - Parque do Bacurau(Cametá/PA)
- 1º de Agosto de 2010 - América  1x1  Clube do Remo - Estádio Francisco Garcia(Rio Preto da Eva/AM)
- 8 de Agosto de 2010 - Clube do Remo  1x0  América  - Estádio Mangueirão(Belém)
- 15 de Agosto de 2010 - América  0x0  Cametá - Estádio Francisco Garcia(Rio Preto da Eva/AM)
- 22 de Agosto de 2010 - Cristal  1x2  América  - Estádio Augusto Nunes(Macapá)
- 5 de Setembro de 2010 - América  3x1  Mixto - Estádio do SESI
- 12 de Setembro de 2010 - Mixto  4x2  América - Estádio Presidente Dutra(Cuiabá)
- 26 de Setembro de 2010 - América  1x0  Vila Aurora - Estádio do SESI
- 2 de Outubro de 2010 - Vila Aurora  3x0  América  - Estádio Luthero Lopes(Rondonópolis/MT)
- 10 de Outubro de 2010 - América  2x1  Joinville - Estádio do SESI
- 17 de Outubro de 2010 - Joinville  1x1  América - Arena Joinville(Joinville/SC) Confronto de Acesso à Série C 2011
- 24 de Outubro de 2010 - América  1x2  Madureira - Estádio Dario Rodrigues Leite (Guaratinguetá/SP)
- 27 de Outubro de 2010 - Madureira  0x2 América  - Giulite Coutinho (Rio de Janeiro)
- 7 de Novembro de 2010 - América  1x1  Guarany - Colosso dos Tapajós (Santarém/PA)
- 14 de Novembro de 2010 - Guarany  4x1  América  - Estádio do Junco(Sobral/CE)

O clube teve que jogar as fases semifinal e final da Série D 2010 fora de Manaus, por uma exigência da Confederação Brasileira de Futebol de as partidas dessas fases serem disputadas em estádios com capacidade mínima de 10 mil pessoas. Como naquela altura os principais estádios de Manaus estavam em remodelação, havia no Amazonas apenas o estádio do SESI que comportava nos requisitos apenas 5 mil pessoas. A exigência da CBF é controversa, uma vez que em Manaus as partidas teriam bons públicos, mas acabaram sendo realizadas em praças de capacidade maior mas com público zero. O clube contou com ajuda do Madureira para realizar a partida de ida das semifinais em Guaratinguetá, e a final foi disputada em Santarém, município com estádio com capacidade mínima mais próximo de Manaus.

## Estatísticas

### Nacionais
- Campeonato Brasileiro de Futebol de 1981 - Série C - 13º lugar. (1 participação)
- Campeonato Brasileiro de Futebol de 2010 - Série D - 2º lugar (1 participação).
- Copa do Brasil de Futebol de 2010 - 59º lugar. (1 participação)

* Foi vice-campeão da Série D 2010 em campo, mas foi punido com perda de pontos, ficando em 8º na classificação geral

### Estadual
O América se filiou à extinta Federação Amazonense de Desportos Atléticos (FADA) em 1945, disputando a 2ª divisão. Em 1946 ingressou na 1ª divisão. Atualmente (2024) está licenciado de competições oficiais desde 2011.
- Campeonato Amazonense - 1ª Divisão  - 6 títulos (63 participações )
- Campeonato Amazonense - 2ª Divisão - 2 títulos (3 participações)

De 1945 a 2011 o América esteve ausente apenas uma vez em torneios federados (FADA e FAF), em 2005, quando se licenciou por questões financeiras. A partir de 2012, o clube se licenciou e desde então não retornou a competições da Federação.

## Títulos
.
| ESTADUAIS | ESTADUAIS                               | ESTADUAIS | ESTADUAIS                          |
|           | Competição                              | Títulos   | Temporadas                         |
| --------- | --------------------------------------- | --------- | ---------------------------------- |
|           | Campeonato Amazonense                   | 6         | 1951, 1952, 1953, 1954, 1994, 2009 |
|           | Copa Amazonas                           | 1         | 1954                               |
|           | Taça Cidade de Manaus                   | 2         | 1994, 2009                         |
|           | Torneio Presidente Castelo Branco       | 1         | 1964                               |
|           | Campeonato Amazonense - Segunda Divisão | 2         | 1960, 1962                         |
|           | Torneio Início ACLEA                    | 4         | 1955, 1965, 1986, 1996             |

### Títulos na Base
- Campeonato Amazonense de Aspirantes - 3 (1950, 1952 e 1959)
- Campeonato Amazonense Juvenil - 2 (1957 e 1958)

### Outras modalidades
Alguns dos títulos do clube em outras modalidades:
- Campeonato Amazonense de Basquetebol(M) - 1946
- Campeonato Amazonense de Tênis de Mesa - 1950
- Circuito Deodoro Freire de Ciclismo - 1954
- Corrida Aguinaldo Archer Pinto - 1957 e 1962(entre clubes)
- Corrida Internacional São Silvestre (Etapa Amazonense) - 1976 (por equipe e individual, com o atleta Boanerges Souza Cordeiro)[24]